# Chambre noire (émission télévisée)
Chambre noire est une émission de la télévision française consacrée à la photographie.
Réalisée par Claude Fayard, elle est présentée et produite par Michel Tournier et Albert Plécy et diffusée mensuellement entre 1961 et 1969, sur la deuxième chaine de l'ORTF.

## Histoire
Chambre noire est produite et présentée par Michel Tournier et Albert Plécy, qui est alors le rédacteur en chef du quotidien Le Parisien libéré et qui a été de 1946 à 1958 le rédacteur en chef emblématique de l’hebdomadaire illustré Point de vue, image du monde.
Elle est réalisée par Claude Fayard, Monique Chapelle, Annie Aizieu ou Daniel Georgeot.
Chaque épisode, d’une durée de 28 à 40 minutes, est l’occasion d’une rencontre avec un grand photographe comme Man Ray, Brassaï, Jacques Henri Lartigue, Bill Brandt, André Kertész ou Lucien Clergue… illustré par des photographies et des extraits de films.
Cette série d’émission est devenue indissociable de l’œuvre de Michel Tournier.

« La photographie est un domaine que j'ai beaucoup travaillé, car j'ai fait dans les années soixante une cinquantaine d'émissions pour la télévision, qui m'ont obligé à passer quatre, cinq jours dans l'intimité des plus grands photographes. J'ai ainsi rencontré Man Ray, Bill Brandt, André Kertesz, Jacques-Henri Lartigue, Brassaï... C'est une expérience irremplaçable, un grand savoir personnel... »

— Jean-Luc Delblat, Entretien avec Michel Tournier, Paris juin 1991.
Alors seul magazine télévisé consacré à la photographie, 53 épisodes de Chambre noire ont été produits dont quatre sont restés inédits,.
Chambre Noire a été diffusée mensuellement sur la deuxième chaine de l'ORTF entre mai 1961 et novembre 1969. Elle était présentée en alternance par Albert Plécy et Michel Tournier.

### Videogramme
- Chambre Noire, Man Ray, interview par Michel Tournier, 1961.
- Consultation de la série à la Vidéothèque de la Maison européenne de la photographie, Paris